# La Laguna (sydöstra Pueblo Nuevo kommun)
La Laguna är en ort i Mexiko.   Den ligger i kommunen Pueblo Nuevo och delstaten Durango, i den centrala delen av landet, 700 km nordväst om huvudstaden Mexico City. La Laguna ligger 1 611 meter över havet och antalet invånare är 123.
Terrängen runt La Laguna är varierad. Runt La Laguna är det mycket glesbefolkat, med 5 invånare per kvadratkilometer. Närmaste större samhälle är Santa María Magdalena de Taxicaringa, 19,2 km nordost om La Laguna. I omgivningarna runt La Laguna växer huvudsakligen savannskog.